# Beaumontois en Périgord
Beaumontois en Périgord község Franciaország Új-Aquitania régiójában, Dordogne megyében. Új községként 2016. január 1-jén jött létre négy korábbi község: Beaumont-du-Périgord, Labouquerie, Nojals-et-Clotte és Sainte-Sabine-Born egyesítésével. Lakosainak száma 1730 fő (2022. január 1.).

## Népesség
| Lakosok száma | 1846 | 1853 | 1842 | 1803 | 1767 | 1730 |
|               | 2017 | 2018 | 2019 | 2020 | 2021 | 2022 |